# Balor
Nella mitologia irlandese, Balor (variante grafica Balar), signore delle Isole Ebridi, era un capo dei Fomor, i leggendari antagonisti dei popoli invasori d'Irlanda. Era anche detto Bailcbemnioch "Dai colpi possenti" e Birugderc "Occhio malvagio".
Balor ha un ruolo di primo piano nel più importante dei testi mitologici irlandesi, il Cath Maige Tuired (IX secolo), dove è narrato lo scontro tra i Túatha Dé Danann e i Fomor, un tempo alleati, poi acerrimi nemici. In questo testo, Balor è descritto come uno dei più terribili capi tribù Fomor impegnati nella seconda battaglia di Mag Tuired contro i Túatha Dé Danann, per il possesso dell'irlanda.
Padre di Balor era Dót figlio di Neit. Sua moglie aveva nome Ceithlenn. Balor aveva anche una figlia, a nome Ethne, la quale aveva sposato Cian dei Túatha Dé Danann e gli aveva partorito Lúg, uno dei personaggi di spicco dell'epica delle invasioni.

## Il potere di Balor
La caratteristica principale di Balor, descritta già nelle fonti medievali, risiede in un potere terribile: Balor poteva paralizzare definitivamente qualunque persona sulla quale soltanto posasse lo sguardo del suo occhio destro. Tale occhio era normalmente chiuso, ma veniva aperto sul campo di battaglia da quattro uomini usando un manico adattato alla palpebra. In tal modo, egli poteva sterminare un intero esercito soltanto posandovi sopra lo sguardo.
Il Cath Maige Tuired così descrive l'origine di tale potere:
Nel corso della seconda battaglia di Mag Tuired, Balor uccise lo stesso Núada, re dei Túatha Dé Danann, ma venne a sua volta ucciso da suo nipote Lúg, il figlio di sua figlia Ethniu, il quale militava presso le schiere danann. Sceso a battaglia contro il terribile capo fomoriano nonché nonno materno, Lúg scagliò una pietra con la sua fionda e lo colpì proprio nell'occhio malefico. Questo gli attraversò la testa e gli fuoriuscì dalla nuca, uccidendolo. Lo sguardo di quell'occhio si rivolse così contro l'esercito fomor, paralizzandolo. Il corpo di Balor cadde sulla sua stessa armata e tre volte nove guerrieri fomoriani morirono sotto il suo peso. La sua testa colpì il re dei fomoriani, Indech mac Dé Domnann, abbattendolo.

## La profezia
Il Cath Maige Tuired attesta che Balor venne ucciso dalla pietra scagliata dal suo nipote Lúg, ma non entra nei dettagli su come abbia avuto tale discendente. Secondo l'antica narrazione, la nascita di Lúg sembra avvenuta in seguito a un matrimonio combinato:
La vicenda è tuttavia svolta con interessanti particolari in una serie di racconti popolari trascritti dalla viva voce dei cantastorie e contadini irlandesi nel corso del XIX secolo. Alcune di queste versioni sono riportate nelle raccolte di fiabe di William Larminie (West-Irish Folk Tales and Romances, 1893) e Jeremiah Curtin (Curtin 1894). Un'altra interessante variante si trova in un racconto riferito da John O'Donovan (1835) in nota a un'edizione da lui curata degli Annali dei Quattro Maestri.
Secondo la versione di Larminie, era stato profetizzato a Balor doveva essere ucciso dal figlio di sua figlia. Per sfuggire al proprio destino, egli aveva segregato Ethné, in una torre di cristallo, sull'isola di Tory, in modo che non potesse mai incontrare un uomo e generare con lui un figlio. A questo punto, un giovane a nome "Kian Mac Kontje" (nel quale si riconosce tuttavia il Cian mac Cainte della tradizione medievale), capita sull'isola per riprendersi una mucca rubata da Balor. Ad aiutarlo nell'impresa è Manannán mac Lir, il quale chiede in cambio a Kian metà di quanto otterrà da quella spedizione. Giunto sull'isola, Kian penetra nella torre di cristallo e incontra Ethne. Tra i due giovani sboccia l'amore e ben presto la ragazza scopre di essere incinta. Il bimbo che nasce è ovviamente Lúg, il quale viene portato in salvo in Irlanda da Kian. A questo punto Manannán si fa avanti per avere metà di quanto Kian ha ottenuto sull'isola, e non potendo tagliare in due il bimbo, Kian glielo affida. Nell'epilogo della vicenda si narra di come, una volta cresciuto, il ragazzo ucciderà il nonno Balor colpendolo all'occhio destro con una freccia, compiendo così il vaticinio. Le ragioni dell'uccisione, nel racconto di Larminie, appaiono quasi casuali: il ragazzo vede avvicinarsi una barca con sopra un uomo, scaglia un dardo e uccide l'uomo.
Nella versione di O'Donovan, il giovane si chiama "MacKineely". Egli raggiunge Ethne sull'isola con l'aiuto di una donna dei síde, Birog. Quando arriva il momento del parto, Ethne dà alla luce tre gemelli. La notizia giunge all'orecchio di Balor il quale ordina che i tre neonati vengano affogati in un gorgo al largo della costa. L'uomo incaricato dell'infanticidio, avvolge i bambini in un telo ma, mentre li porta in una baia per annegarli, il fermaglio che chiude il fagotto si apre e uno dei bimbi scivola fuori. Birog lo raccoglie e lo trasporta a casa di MacKineely, che lo affida a suo fratello, il fabbro Gavida. Compiuto l'infanticidio, Balor crede di essere salvo, non sapendo che uno dei suoi nipoti è sfuggito alla morte. Dopodiché raggiunge MacKineely e lo uccide decapitandolo.
Molti anni dopo, giunto all'officina di Gavida per rifornirsi di nuove armi, Balor comincia a vantarsi dell'uccisione di MacKineely, senza sospettare che l'aiutante del fabbro sia proprio suo nipote. A questo punto il ragazzo trae una barra di ferro incandescente dalla fornace e la caccia nell'occhio malefico del nonno. Così, il figlio vendica la morte del padre e porta a compimento la profezia.

## Il lago dell'occhio
Una leggenda toponomastica narra che, quando Balor venne ucciso da Lúg, l'occhio di Balor era ancora aperto quando cadde la prima volta faccia a terra. Perciò lo sguardo del suo occhio creò un buco nel terreno. Molto tempo dopo, il buco si riempì d'acqua e divenne un piccolo lago che oggi è conosciuto come Loch na Súil, o "Lago dell'Occhio", che è situato nella contea di Sligo.

## Mitologia comparata
La vicenda ricorda molto da vicino la leggenda greca molto più antica di Perseo. Anche qui a re Acrisio viene profetizzato che troverà la morte per mano del figlio di sua figlia, e così rinchiude Danae in una torre. Ma, visitata da Zeus sotto forma di una pioggia dorata, Danae dà alla luce un figlioletto, Perseo. Acrisio rinchiude madre e figlio in una cassa e li getta in mare. Perseo naturalmente si salva e, dopo molte avventure, uccide casualmente il nonno lanciando un disco in una gara di atletica. Inoltre, anche nella leggenda di Perseo, vi è il motivo dello sguardo che uccide, anche se qui è spostato sul personaggio di Medusa, uccisa da Perseo in una delle sue imprese.
Il sinistro potere di impietrire chiunque con un solo sguardo, accomuna Balor a una schiera di esseri consimili nelle mitologie di tutto il mondo, di cui Medusa è forse l'esempio più eclatante e famoso, ma ve ne sono altri. Il mitema risale forse al Humbaba dell'Epopea di Gilgameš, in origine una divinità elamitica, i cui "sette splendori" atterrivano e accecavano gli uomini che penetravano nel suo regno. Il personaggio che è più vicino a Balor, tanto da essergli quasi omologo, è il gallese Yspaddaden Penkawr, il capo dei giganti presente nel racconto Culwch e Olwen, nel Mabinogion gallese, la cui palpebra veniva sollevata da un certo numero di uomini.

## Influenze
Nelle ambientazioni standard del gioco di ruolo Dungeons & Dragons Balor è il nome di un tipo di Demone di alto rango molto potente.
In Castlevania: Aria of Sorrow e nel suo seguito Dawn of Sorrow  è un boss dalle dimensioni imponenti che attacca usando i pugni e un raggio molto distruttivo, sparato appunto dal suo occhio destro.
Nel videogioco Odin Sphere, l'enorme arma magica usata da Odino si chiama Balor.
Il pro-wrestler irlandese Fergal Devitt, conosciuto in WWE come Finn Bálor, deve parte del suo ring name proprio a questa figura mitologica. Inoltre, durante gli incontri più importanti in pay-per-view, si presenta con un particolare body paint, adottando il personaggio del "Demon King", e spesso porta l'"occhio malvagio" di Balor raffigurato sulla schiena.
In Assassin’s Creed Valhalla: L’ira dei Druidi, fa la sua comparsa come boss segreto.